# Плама
„Плама“ е българска петролна рафинерия, разположена в близост до град Плевен.
Рафинерията е създадена през 1971 година като държавно дружество. През 1996 година Плама е част от масовата приватизация в България и става собственост на „Euroenergy“ София.
През 1998 г. рафинерията банкрутира и прекратява своята дейност за над десетилетие.
През 2011 г. рафинерията отново започва да функционира, макар и в значително по-малки мащаби от преди и с фокус предимно върху производството на смазочни продукти и моторни масла.

## Разположение
Плама е стратегически разположена в регион с ниски запаси на нефт, за да гарантира снабдяването на българската армия с необходимите петролни продукти в условията на активни бойни действия. Това е продиктувано и от разположението на единствената друга българска рафинерия по това време „Нефтохим“ (днес „Лукойл Нефтохим Бургас“) в близост до турската граница на брега на Черно море.
Неудобното разположение и отсъствието на подходяща инфраструктура е един от аргументите според тогавашните собственици за настъпилия през 90-те години на 20 век банкрут на компанията.